# Система АВАКС НАТО
Система дальнього радіолокаційного виявлення і управління АВА́КС НАТО (абр. АВАКС від англ. Airborne Warning And Control System) — програма і міжнародний компонент Об'єднаних збройних сил НАТО, покликаний здійснювати контроль повітряного простору Альянсу. Система призначена для своєчасного виявлення і впізнання повітряних і надводних цілей, наведення на них своїх бойових літаків і видачі даних про обстановку на наземні, повітряні та корабельні пункти управління, а також для управління бойовими діями тактичної авіації. Особливістю системи стало те, що вона не є національним компонентом якоїсь окремої країни НАТО. До проекту на момент його запуску входило дванадцять країн-членів, станом на 2014 рік входять шістнадцять. Ця програма є прикладом можливостей НАТО при об'єднанні своїх ресурсів — проект АВАКС-НАТО став найбільшим в історії Альянсу.

## Історія створення системи АВАКС НАТО

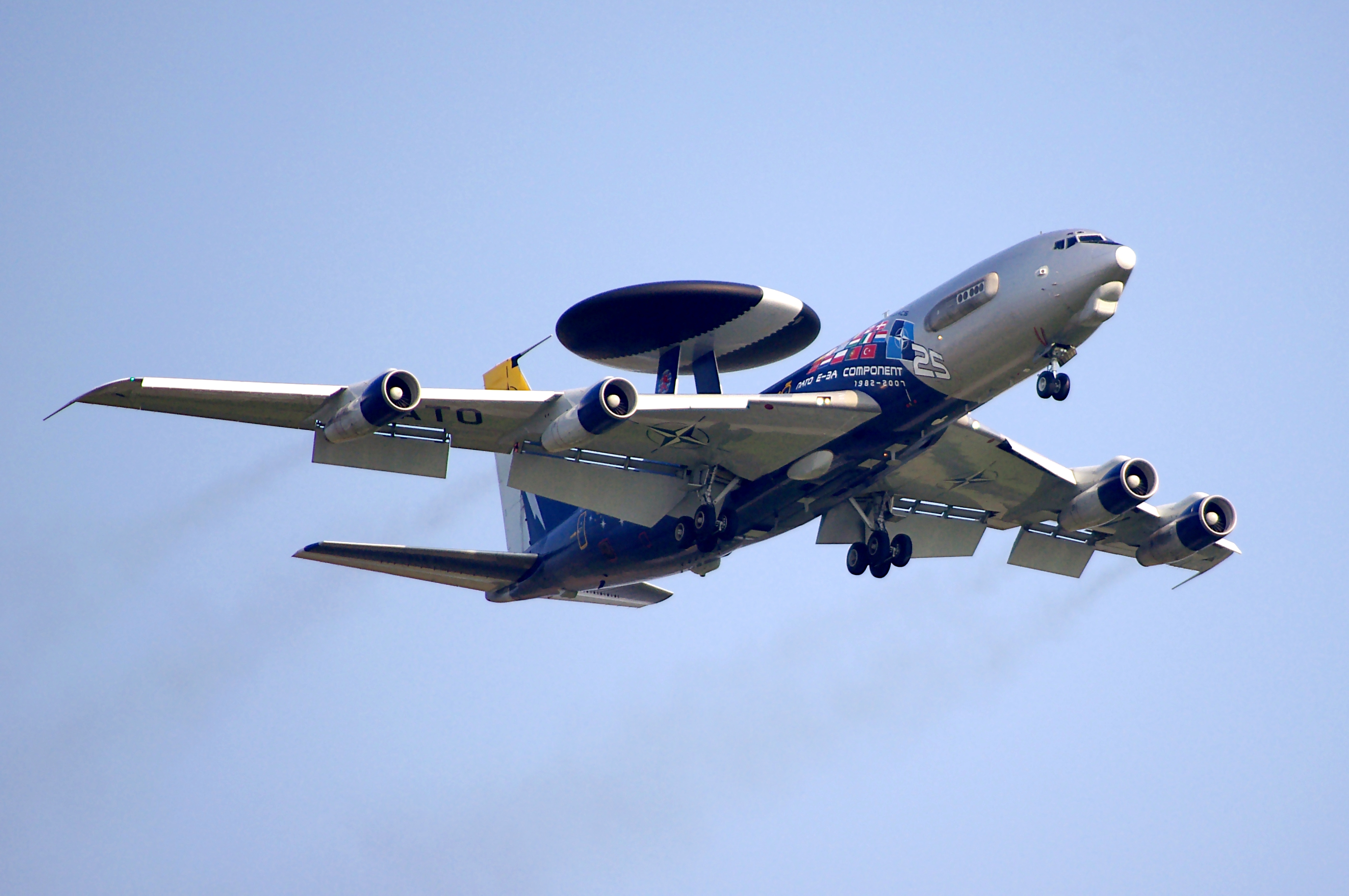
Літак ДРЛВіУ E-3A LX-N90443 NATO AWACS

На початку 1970-х років, дослідження, що проводились фахівцями НАТО засвідчили, що покращення тактико-технічних характеристик сучасної військової авіації робить неефективним використання стаціонарних РЛС пунктів управління і радіолокаційних постів об'єднаної системи ППО НАТО в Європі по низьколетячих цілях, особливо у районах з гірським рельєфом, що має істотний вплив на своєчасність оповіщення про повітряного противника органів і пунктів управління, а також активних сил ППО, приведення їх у готовність до перехоплення або обстрілу цілей. Крім того, командування НАТО вважало, що в перспективі характер бойових дій передбачатиме зростання складності повітряної обстановки, її високу динамічність і інтенсивне застосування засобів радіоелектронної боротьби — усе це висувало підвищені вимоги до стійкості управління авіацією. Дослідження показали, що система повітряного попередження, спрямована на виявлення малорозмірних високошвидкісних повітряних суден-порушників на великій дальності, а також за необхідності — надводних морських цілей (кораблів і катерів), значно підвищить обороноздатність Альянсу.
У грудні 1978 року, Комітет оборонного планування підписав меморандум про взаєморозуміння щодо закупки і спільної експлуатації НАТО 18 літаків E-3A/D системи АВАКС, призначених для використання як власної повітряної системи дальнього радіолокаційного виявлення Північноатлантичного альянсу. На додаток до постачання 18 E-3A літаків в період з лютого 1982 року до травня 1985 року програма NATO AWACS включала підпрограму NADGE, яка передбачала оновлення і модернізацію до 40 наземних об'єктів ППО НАТО і створення основної оперативної авіабази системи в Гайленкірхені, а також трьох передових авіабаз в Європі. Проект фінансування програми АВАКС став найбільшим в історії Альянсу. З початку в програмі брали участь дванадцять країн-партнерів — Бельгія, Греція, Данія, Італія, Канада, Люксембург, Нідерланди, Німеччина, Норвегія, Португалія, США і Туреччина. Станом на 2014 рік — шістнадцять (Бельгія, Греція, Данія, Іспанія, Італія, Люксембург, Нідерланди, Німеччина, Норвегія, Польща, Португалія, Румунія, США, Туреччина, Угорщина, Чехія). Велика Британія також робила свій внесок в цю програму, але потім вирішила створити свій власний авіаційний підрозділ, оснащений літаками Е-ЗAEW.1 системи АВАКС. Усі країни-учасники програми разом з Великою Британією беруть участь в багатонаціональних повітряних силах дальнього радіолокаційного виявлення і управління НАТО.
Однією з причин успіху програми стало те, що Північноатлантична рада надала організаційну, адміністративну та фінансову автономію Агентству з управління програмою повітряних сил АВАКС і управління НАТО (NAPMO). Воно було створене як організаційно-тилова структура, що відповідає за здійснення цієї програми. Всі 18 літаків Е-З були поставлені чітко за графіком і відповідно до кошторису, при цьому було зекономлено близько 100 млн. доларів. Частина зекономлених коштів була використана для закупівлі трьох літаків Boeing 707, які потім були переобладнані для виконання навчально-транспортних завдань. Ця програма і повітряні сили служать прикладом можливостей Альянсу при об'єднанні своїх ресурсів. Понад два десятиліття літаки Е-ЗА системи АВАКС по праву називають «очима НАТО в небі». Незважаючи на постійні зміни безпекової обстановки, парк літаків АВАКС залишається потужним засобом протиповітряної оборони НАТО. Повітряні сили ДРЛВ і управління АВАКС включені до Сил реагування НАТО.

## Організаційна структура

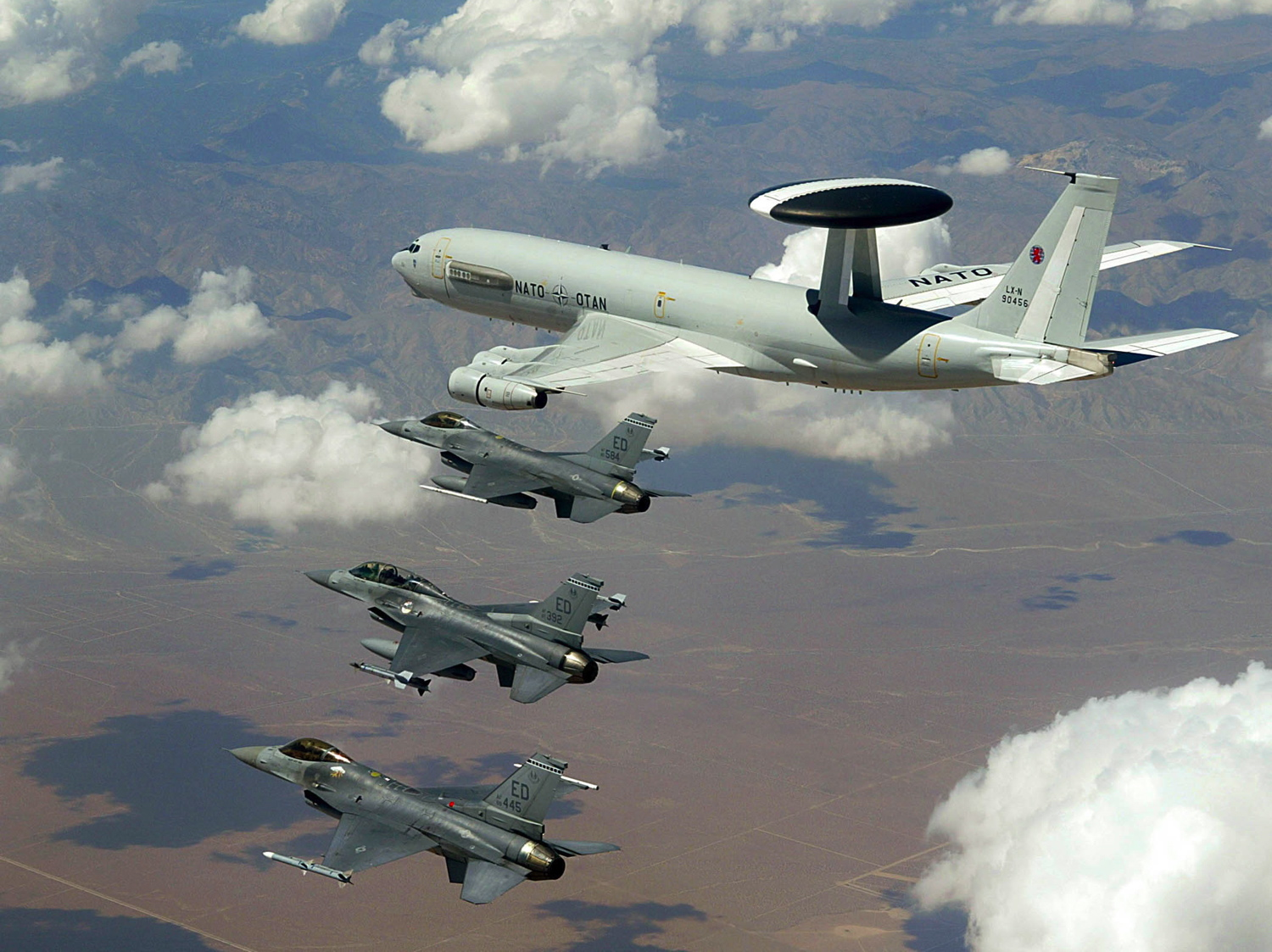
Літак ДРЛВ NATO AWACS E-3A в супроводі винищувачів F-16 ВПС США під час навчань

Програма АВАКС НАТО реалізується Агентством з управління програмою повітряних сил АВАКС і управління НАТО NAPMO, що у Брюнсумі в Нідерландах. Це агентство укомплектоване військовослужбовцями і цивільним персоналом, відрядженими з різних держав, що беруть участь у програмі. Генеральний директор агентства з адміністративних і кадрових питань підпорядковується Генеральному секретарю НАТО.
Командування повітряних сил АВАКС розташоване на території штабу Верховного головнокомандувача об'єднаних збройних сил НАТО в Європі в Монсі, Бельгія. Воно здійснює управління цими силами з адміністративно-тилових питань. Командування функціонує з червня 1982 року. Його очолює командувач (на цю посаду почергово на трирічний термін призначаються генерали ВПС країн-учасників програми). Командувач здійснює оперативне керівництво усіма переданими в його розпорядження силами і несе відповідальність за організацію їх бойової підготовки і оснащення, а також своєчасне забезпечення стратегічних командувань ОЗС НАТО інформацією про повітряну обстановку на театрі війни і за організацію управління авіацією в ході бойових дій.
На командування покладено забезпечення надійного дальнього радіолокаційного виявлення повітряних цілей і своєчасної передачі даних про них на наземні органи управління об'єднаної системи ППО НАТО; управління частиною сил винищувальної авіації ППО і тактичної авіації в ході бойових дій; контроль основних маршрутів повітряних і морських перекидань військ; підготовка льотного та технічного складу. В командування входять штаб, оперативна авіабаза, окрема британська авіаескадрилья АВАКС. Крім того, в оперативному відношенні йому підпорядковані чотири передові авіабази.
Структура командування:
- Командування сил раннього повітряного попередження і управління НАТО (англ. Command, NATO Airborne Early Warning & Control Force; COMNAEW&CF). Штаб — в Касто, Бельгія

| - Багатонаціональний компонент NATO AWACS E-3A. Оперативна авіабаза Гайленкірхен (Гайленкірхен, Німеччина) — 17 E-3А: | - Британський компонент NATO AWACS E-3D (окрема авіаескадрилья). Авіабаза Воддінгтон (Лінкольн, Велика Британія) — 7 Е-ЗAEW.1 |

- Штаб компонент NATO AWACS E-3A
- Оперативне авіакрило (OW): оперативний дивізіон, три оперативні авіаескадрильї E-3А, дивізіон забезпечення операцій (А2), випробувальний дивізіон, ескадрилья аеродромного забезпечення;
- Логістичне авіакрило (LW) з допоміжною авіаескадрильєю;
- Навчальне авіакрило (TW) з ескадрильєю тренування екіпажів;
- Авіакрило інформаційних технологій (ITW).

- Головна оперативна авіабаза Гайленкірхен (Гайленкірхен, Німеччина).
- Передові авіабази: Актіон (Превеза, Греція), Конья (Конья, Туреччина), Трапані (Трапані, Італія), Ерланн[en] (Ерланн, Норвегія).

## Літаки E-3A NATO AWACS
Основною розрізнювальною ознакою літаків E-3A NATO AWACS (також вживається аббр. NE-3A) є великий тарілкоподібний обертовий обтічник, що підтримується двома пілонами з великою хордою в хвостовій частині фюзеляжу. Антена багатофункціональної РЛС AN/APY-1, розміщена в обертовому обтічнику, робить коло за 10 секунд, забезпечуючи при цьому зону радіолокаційного огляду 360°. Радар здатен виявляти не лише повітряні об'єкти, а й морські судна. Оператори РЛС можуть проводити упізнання літаків противника і стеження за ними на низьких висотах незалежно від характеру рельєфу місцевості і видавати інформацію цілевказівки своїм літакам, що знаходяться в тому ж районі. Застосування бортових РЛС нижнього огляду з фазованою решіткою дозволяє виявляти і супроводжувати цілі, виявлення яких зазвичай утруднене у зв'язку з постійними наземними перешкодами.

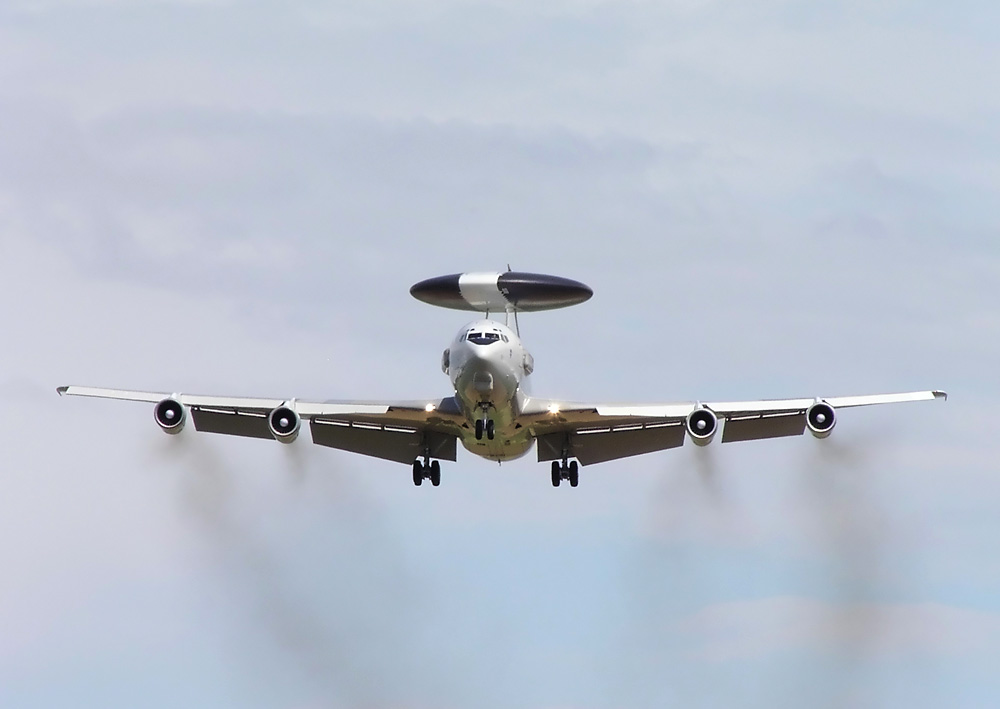
Літак ДРЛВіУ E-3A LX-N90451 NATO AWACS

За базову модель літака АВАКС НАТО було обрано літаки ДРЛВ ВПС США Boeing E-3 Sentry з РЛС AN/APY-1 на базі Boeing 707-320B (також відомий як ЕС-137D) з деякими конструктивними змінами. Основні відмінності полягають у встановленому на літаках радіоелектронному обладнанні, крім того літаки НАТО мають підкрильні вузли підвіски озброєння, на які можуть також навішуватися контейнери з обладнанням для радіоелектронної боротьби.
Поставка літаків Е-3А в авіаційне крило АВАКС НАТО розпочалася в лютому 1982 року. У червні 1985 року завершено укомплектування ними всіх трьох авіаескадрилій по шість літаків у кожній. Один літак LX-N90457 був втрачений 14 липня 1996 року: при зльоті з аеродрому Превеза в двигун літака врізалася зграя птахів — машину винесло з ЗПС і він врізався в дамбу. В ході інциденту постраждало 16 членів екіпажу (усі евакуйовані, ніхто не загинув). Інші 17 літаків знаходяться в експлуатації досі.
Спочатку розроблені як гнучка, перешкодостійка, мобільна оглядова радіолокаційна станція, літаки Е-3А постійно вдосконалювалися у відповідності з завданнями, що визначалися змінами геополітичної ситуації і характером місій Альянсу. Внаслідок послідовних програм модернізації, Е-3А, зберігаючи функції дальнього радіолокаційного виявлення, тепер являють собою також і командний, зв'язковий і координаційний центр. На додаток до своїх можливостей далекого огляду повітряного простору на великих і малих висотах, літаки АВАКС забезпечують всепогодне виявлення, ідентифікацію та ведення цілей на тлі будь-якій місцевості. З цих літаків можна управляти всіма авіаційними силами, які здійснюють перехоплення, блокування та ізоляцію противника, розвідку і нанесення авіаударів, авіаційну підтримку повітряного транспорту і наземних військ. На NAPMO це в рамках коротко- і середньострокових програм витратила понад 6,8 млрд доларів США, що було б занадто дорого окремо для будь-якої з країн-учасників програми.
Наразі триває програма FUP модернізації Е-3А АВАКС НАТО, розрахована до 2018 року, яка включає вдосконалення системи ідентифікації цілей (заміна Mod.5 на Mod.S), заміну авіоніки кабіни льотчиків за технологією «скляна кабіна», перехід на системи радіозв'язку, що використовують Internet Protocol та ін.

## Аеродромна мережа
Базування літаків системи АВАКС НАТО здійснюється на одну основну авіабазу (англ. Main Operating Base, MOB) Гайленкірхен і чотири передові (англ. Forward Operating Base, FOB) — Превеза, Конья, Трапані і Ерланн (остання також класифікується як англ. Forward Operating Location, FOL).
Авіабаза Гайленкірхен розташована на північ від містечка Аахен в Німеччині. Побудована після Другої світової війни і до 1968 року використовувалася британськими ВПС. Згодом передана військово-повітряним силам ФРН, а у 1980 році — силам НАТО в Європі для дислокації частин і підрозділів командування АВАКС НАТО. На АБ Гайленкірхен знаходяться льотні, авіаційно-технічні, тилові та інші частини і підрозділи командування.
На основній авіабазі одночасно базуються до 12 літаків Е-3А. Інші в той час знаходяться на передових авіабазах Актіон (Греція), Конья (Туреччина), Трапані (Італія) і Ерланн (Норвегія). Передові авіабази на відміну від основної залишаються в підпорядкуванні командувань національних збройних сил. Вони призначені головним чином для прийому літаків Е-3А після несення ними бойового чергування, дозаправки їх паливом, зміни і відпочинку екіпажів, проведення міжпольотний обслуговування та дрібного ремонту. Для обслуговування літаків на передових авіабазах у складі командування АВАКС НАТО сформовані спеціальні групи.
Авіабаза Превеза, розташована на території аеродрому спільного базування Національного аеропорту Актіон. Трапані — на аеродромі міжнародного аеропорту Трапані-Біржи близ містечка Трапані (Італія). Реконструкція обох аеродромів для базування АВАКС НАТО проведена у 1985–1986 роках. Тоді ж розпочате періодичне базування на кожній з них одного-двох літаків Е-3А.
Авіабаза Конья розташована в південній частині Туреччини, в 13 км на північний схід від міста Конья. Офіційно авіабаза відкрита для прийому літаків Е-3А в жовтні 1983 року. Є одним з найбільш завантажених передових аеродромів АВАКС НАТО.
Авіабаза Ерланн, яка офіційно називається передовим пунктом базування (Forward Operating Local — FOL), розташована в 50 км на північний захід від Тронгейму на півдні Норвегії.